# Fred Humes
Fred Humes (15 de junio de 1896 – 3 de enero de 1971) fue un actor estadounidense, conocido por sus apariciones en películas de género wéstern.
Humes nació y fue educado en Pittsburgh.
Hizo apariciones en las películas Ride for Your Life, The Ridin' Kid from Powder River, The Hurricane Kid, The Saddle Hawk, Let 'er Buck, The Yellow Back, Prowlers of the Night, The Stolen Ranch, Blazing Days, One Glorious Scrap, Put 'Em Up, Circus Rookies, Battling with Buffalo Bill, Law and Order, Clancy of the Mounted, The Cactus Kid, Sunset Range, The Roaring West y The Day the Bookies Wept, entre otros.